# Ghadir Marih
Ghadir Marih (hebr.:  רָדִיר מְרֵיח, arab.: غدير مريح, ang.: Gadeer Mreeh, ur. 21 czerwca 1984 w Dalijat al-Karmil) – izraelska dziennikarka, działaczka społeczna i polityk pochodzenia druzyjskiego, od 2019 poseł do Knesetu.
W wyborach parlamentarnych w kwietniu 2019 po raz pierwszy dostała się do izraelskiego parlamentu z koalicyjnej listy Niebiesko-Biali. 